# Багірова Ганна Германівна
Га́нна Ге́рманівна Багі́рова (нар. 16 грудня 1987) — українська синхронна плавчиня.

## З життєпису
Народилась 1987 року в місті Донецьк. 2003-го виграла срібну медаль у довільній комбінації та бронзову нагороду в командних змаганнях на Чемпіонаті Європи з синхронного плавання серед юніорів 2003 року, який проходив у Андорра-ла-Велья.
Вона брала участь у Чемпіонаті світу з водних видів спорту 2005, Чемпіонаті світу з водних видів спорту 2007 і Чемпіонаті світу з водних видів спорту 2009 року.
Брала участь у Чемпіонаті Європи з водних видів спорту 2008 року, де здобула дві бронзові медалі в командних довільних програмах і довільній комбінації.